# Haas VF-23
De Haas VF-23 is een Formule 1-auto die gebruikt wordt door het Formule 1-team van Haas in het seizoen 2023. De auto is de opvolger van de Haas VF-22. De VF-23 rijdt met een motor van Ferrari. In december 2022 werd de auto als eerste van de 2023-modellen goedgekeurd door de FIA en werd online onthuld op 31 januari 2023. De VF-23 zal worden bestuurd door Kevin Magnussen voor zijn tweede achtereenvolgende jaar bij het team, en Nico Hülkenberg, die in 2023 terugkeert in de Formule 1 na drie jaar zonder een voltijds contract.

## Resultaten
| Kleur  | Resultaat                       |
| ------ | ------------------------------- |
| Goud   | Winnaar                         |
| Zilver | Tweede plaats                   |
| Brons  | Derde plaats                    |
| Groen  | Gefinisht (punten behaald)      |
| Blauw  | Gefinisht (geen punten behaald) |
| Blauw  | Niet geklasseerd (NC)           |
| Paars  | Uitgevallen (DNF)               |
| Rood   | Niet gekwalificeerd (DNQ)       |

| Kleur   | Resultaat                              |
| ------- | -------------------------------------- |
| Zwart   | Gediskwalificeerd (DSQ)                |
| Wit     | Niet gestart (DNS)                     |
| Blanco  | Gewond (INJ)                           |
| Blanco  | Uitgesloten (EX)                       |
| Blanco  | Teruggetrokken (WD) / Niet deelgenomen |
| 1, 2, 3 | Sprint positie (punten behaald)        |
| P       | Poleposition                           |
| S       | Snelste ronde                          |

| Jaar | Chassis en banden | Motor             | Coureurs        | 1   | 2   | 3   | 4   | 5   | 6   | 7   | 8   | 9    | 10  | 11  | 12  | 13  | 14  | 15  | 16  | 17  | 18  | 19  | 20  | 21  | 22  | Punten | WK-plaats |
| ---- | ----------------- | ----------------- | --------------- | --- | --- | --- | --- | --- | --- | --- | --- | ---- | --- | --- | --- | --- | --- | --- | --- | --- | --- | --- | --- | --- | --- | ------ | --------- |
| 2023 | VF-23 P           | Ferrari 066/10 V6 |                 | BHR | SAR | AUS | AZE | MIA | MON | SPA | CAN | OOS  | GBR | HON | BEL | NED | ITA | SIN | JPN | QAT | VST | MXS | SAP | LSV | ABU | 12     | 10        |
| 2023 | VF-23 P           | Ferrari 066/10 V6 | Kevin Magnussen | 13  | 10  | 17† | 13  | 10  | 19† | 18  | 17  | 18   | DNF | 17  | 15  | 16  | 18  | 10  | 15  | 14  | 14  | DNF | DNF | 13  | 20  | 12     | 10        |
| 2023 | VF-23 P           | Ferrari 066/10 V6 | Nico Hülkenberg | 15  | 12  | 7   | 17  | 15  | 17  | 15  | 15  | 6DNF | 13  | 14  | 18  | 12  | 17  | 13  | 14  | 16  | 11  | 13  | 12  | 19† | 15  | 12     | 10        |

- † Uitgevallen maar wel geklasseerd omdat er meer dan 90% van de raceafstand werd afgelegd.